# Eugenia malangensis
Eugenia malangensis là một loài thực vật có hoa trong Họ Đào kim nương. Loài này được (O.Hoffm.) Nied. mô tả khoa học đầu tiên năm 1893.